# Triaenodes furcellus
Triaenodes furcellus är en nattsländeart som beskrevs av Ross 1959. Triaenodes furcellus ingår i släktet Triaenodes och familjen långhornssländor. Inga underarter finns listade i Catalogue of Life.